# 上顿渡镇
上顿渡镇，是中国江西省抚州市临川区所辖的一个镇。

## 行政区划
上顿渡镇下辖以下村级行政区划单位
罗家巷社区、桥东路社区、针巷口社区、洲下社区、外河街社区、玉茗路社区、城关社区、城东社区、杨林社区、章舍社区、安泽社区、林源村、石鼓村、山头村、城上村、笠上村、东殿村、西邓村、上肖村、王家村、尧家村、丁家村、河西街村、杨家村、乐家村、周家村、塘湾村、东梁村、西廨村、吕坊村、仓下村、梁宪村和曾家村。